# Arbanasi
Arbanasi (Bulgaars: Арбанаси) is een dorp in Bulgarije. Het is gelegen in de gemeente Veliko Tarnovo in oblast Veliko Tarnovo en telde op 31 december 2018 zo’n 307 inwoners. De stad Gorna Orjachovitsa ligt op 4 km afstand. 

## Bevolking
Het dorp had jarenlang te kampen met een bevolkingsafname, maar na de val van het communisme neemt het inwonersaantal langzaam toe. 
| Jaar            | 1934 | 1946 | 1956 | 1965 | 1975 | 1985 | 1992 | 2001 | 2011 | 2018 |
| Aantal inwoners | 700  | 574  | 545  | 511  | 428  | 285  | 255  | 297  | 303  | 307  |

De bevolking bestaat hoofdzakelijk uit etnische Bulgaren (97,3%).